# Скелетон на зимних Олимпийских играх 2010 (женщины)

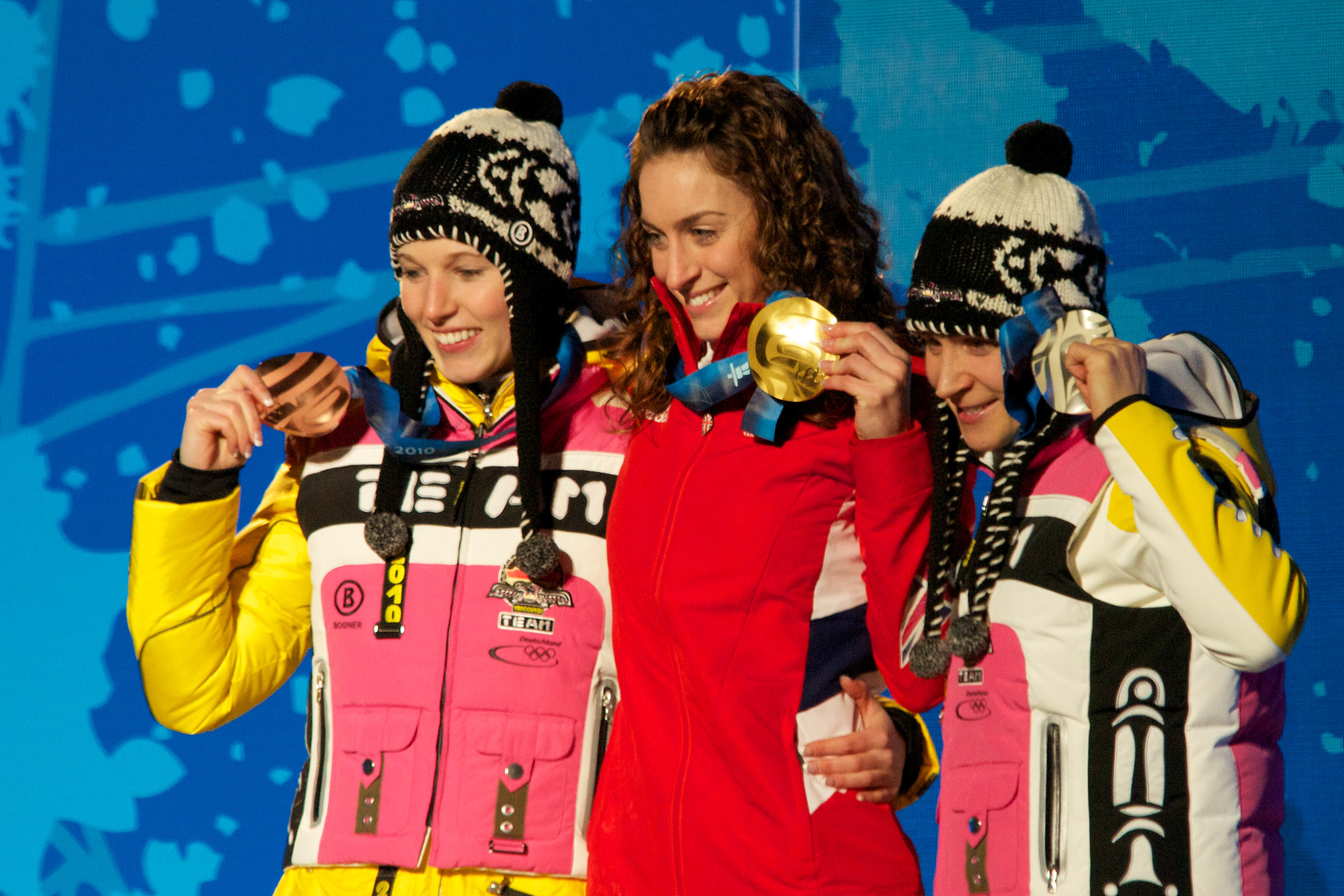
Слева направо: Керстин Шимковяк, Эми Уильямс, Аня Хубер

Соревнования по скелетону среди женщин на зимних Олимпийских играх 2010 года прошли 18 и 19 февраля в Санном центре Уистлера. Победу одержала британская спортсменка Эми Уильямс, во время первого и третьего своих заездов установившая рекорды трассы. До этого не побеждавшая ни на этапах Кубка мира, ни на чемпионатах мира (в 2009 году она стала серебряным призёром чемпионата мира), Уильямс принесла Великобритании первую золотую медаль в индивидуальном виде программы на зимних Олимпийских играх с 1980 года, когда в Лейк-Плэсиде золото выиграл фигурист Робин Казинс. Серебро и бронза достались немецким скелетонисткам Керстин Шимковяк и Ане Хубер соответственно. В соревнованиях участвовали все три призёрши предыдущих Олимпийских игр, но все три остались без медалей. Для девушек, расположившихся на подиуме, их медали стали первыми олимпийскими в карьере.
Победа британской спортсменки оспаривалась представителями США и Канады, они подали жалобу по поводу использования запрещённой конструкции шлема и требовали признать результаты Уильямс недействительными, однако судьи Международной федерации бобслея и скелетона (FIBT) не выявили нарушений правил и отклонили прошение.

## Условия проведения
Местом проведения соревнований был выбран курортный городок Уистлер, расположенный в 125 км севернее Ванкувера. Начиная с 2005 года здесь строился одноимённый санный центр с трассой, предназначенной для проведения заездов по санному спорту, бобслею и скелетону — это пятнадцатое подобное сооружение в мире и второе на территории Канады. Строительство закончилось в 2008 году, в марте состоялась официальная гомологация, приёмка трассы международными федерациями. Именно тогда спортсмены впервые получили возможность проехать по ней и начали готовить стратегии выступлений на грядущей Олимпиаде. Вскоре Санный центр Уистлера приобрёл репутацию одной из самых скоростных трасс в мире.
Правила олимпийской программы по скелетону устанавливались FIBT и Международным олимпийским комитетом (МОК), которые отправили на соревнования семерых своих представителей: двоих технических делегатов, одного председателя жюри, двоих рядовых членов жюри и двоих помощников жюри. Кроме того, из официальных лиц присутствовал директор соревнований, отвечающий за успешную организацию заездов. Регламент позволял каждой спортсменке провести перед началом главных стартов по шесть тренировочных спусков. Квалификация осуществлялась на основании результатов Кубка мира 2009/10 по состоянию на 17 января, сборные Канады и Германии получили право делегировать по три скелетонистки; Великобритании, США, Австралии и России — по две; Швейцарии, Новой Зеландии, Японии, Норвегии, Италии, Румынии — по одной. По сравнению с предыдущими Играми, количество участниц увеличилось с пятнадцати до двадцати, но количество задействованных стран осталось прежним — двенадцать. Если в прошлый раз соревнования ограничились одним днём и двумя спусками, то теперь было решено провести четыре заезда в течение двух дней.

## Участницы
Большинство журналистов, делая прогнозы на предстоящие соревнования, отдавали предпочтение представительницам Великобритании, США, Канады и традиционно сильной в санных видах спорта Германии. Главной претенденткой на победу часто называлась канадка Меллиса Холлингсуорт, расположившаяся на первом месте в мировом рейтинге сильнейших скелетонисток, обладательница бронзовой медали предыдущей Олимпиады. Британская спортсменка Шелли Рудман, вторая в общем зачёте Кубка мира, на прошлых Олимпийских играх уже принесла своей сборной серебро, кроме того, она удостоилась бронзовой награды на недавнем европейском первенстве. Её соотечественница Эми Уильямс провела сезон без особых достижений, пятая строка в кубковом зачёте, шестая позиция на чемпионате Европы. Немало внимания уделялось немке Марион Тротт, действующей чемпионке мира, которая, ко всему прочему, показала лучшее время в ходе тестовых заездов перед соревнованиями. Хорошие шансы были также у другой представительницы Германии Ани Хубер, выигравшей последний этап Кубка мира, проходивший как раз в санном центре Уистлера.
К особой категории можно отнести сильных в прошлом скелетонисток, которые в последнее время не показывали выдающихся результатов. Например, действующая олимпийская чемпионка из Швейцарии Майя Педерсен-Бьери на последнем Кубке мира выглядела не очень впечатляюще, заняв в итоге восьмое место общего зачёта. Титулованная американка Ноэль Пайкус-Пэйс долго и тяжело восстанавливалась после перелома ноги, а потом ещё пропускала соревнования в связи с рождением ребёнка.

## Медалистки
| Золото                     | Серебро                   | Бронза             |
| Эми Уильямс Великобритания | Керстин Шимковяк Германия | Аня Хубер Германия |

## Результаты
| Место | Спортсмены                 | 1 заезд   | 1 заезд | 2 заезд   | 2 заезд | 3 заезд   | 3 заезд | 4 заезд   | 4 заезд | Всего   |
| Место | Спортсмены                 | Результат | Место   | Результат | Место   | Результат | Место   | Результат | Место   | Всего   |
| ----- | -------------------------- | --------- | ------- | --------- | ------- | --------- | ------- | --------- | ------- | ------- |
| 1     | Эми Уильямс (GBR)          | 53,83 TR  | 1       | 54,13     | 2       | 53,68 TR  | 1       | 54,00     | 4       | 3:35,64 |
| 2     | Керстин Шимковяк (GER)     | 54,15     | 3       | 54,11     | 1       | 53,91     | 5       | 54,03     | 5       | 3:36,20 |
| 3     | Аня Хубер (GER)            | 54,17     | 4       | 54,21     | 4       | 54,10     | 8       | 53,88     | 2       | 3:36,36 |
| 4     | Ноэль Пайкус-Пэйс (USA)    | 54,30     | 7       | 54,21     | 4       | 53,88     | 3       | 54,07     | 6       | 3:36,46 |
| 5     | Меллиса Холлингсуорт (CAN) | 54,18     | 5       | 54,17     | 3       | 53,81     | 2       | 54,44     | 11      | 3:36,60 |
| 6     | Шелли Рудман (GBR)         | 54,66     | 11      | 54,26     | 6       | 53,95     | 7       | 53,82     | 1       | 3:36,69 |
| 7     | Эми Гоф (CAN)              | 54,14     | 2       | 54,78     | 11      | 53,92     | 6       | 54,17     | 7       | 3:37,01 |
| 8     | Марион Тротт (GER)         | 54,53     | 9       | 54,53     | 9       | 53,88     | 3       | 54,17     | 7       | 3:37,11 |
| 9     | Майя Педерсен-Бьери (SUI)  | 54,53     | 9       | 54,83     | 12      | 54,24     | 9       | 53,91     | 3       | 3:37,51 |
| 10    | Эмма Линкольн-Смит (AUS)   | 54,28     | 6       | 54,41     | 7       | 54,54     | 11      | 54,40     | 10      | 3:37,63 |
| 11    | Кэти Юлендер (USA)         | 54,51     | 8       | 54,53     | 9       | 54,54     | 11      | 54,35     | 9       | 3:37,93 |
| 12    | Мелисса Хоар (AUS)         | 54,73     | 12      | 54,48     | 8       | 54,48     | 10      | 54,53     | 12      | 3:38,22 |
| 13    | Мишель Келли (CAN)         | 54,73     | 12      | 55,49     | 15      | 55,56     | 18      | 55,01     | 14      | 3:40,79 |
| 14    | Тионетт Стоддард (NZL)     | 55,85     | 16      | 55,93     | 17      | 55,02     | 13      | 54,89     | 13      | 3:41,69 |
| 15    | Костанца Дзанолетти (ITA)  | 55,48     | 15      | 55,63     | 16      | 55,38     | 16      | 55,31     | 17      | 3:41,80 |
| 16    | Светлана Трунова (RUS)     | 56,47     | 17      | 55,32     | 14      | 55,23     | 14      | 55,17     | 15      | 3:42,19 |
| 17    | Десире Бьерке (NOR)        | 56,48     | 18      | 55,28     | 13      | 55,34     | 15      | 55,26     | 16      | 3:42,36 |
| 18    | Елена Юдина (RUS)          | 55,42     | 14      | 56,06     | 18      | 55,54     | 17      | 55,77     | 18      | 3:42,79 |
| 19    | Мария Мазилу (ROU)         | 57,10     | 19      | 57,03     | 19      | 58,14     | 19      | 57,65     | 19      | 3:49,92 |
| —     | Нодзоми Комуро (JPN)       | DSQ       | —       | —         | —       | —         | —       | —         | —       | DSQ     |